# 棺材沟墓地
棺材沟墓地，位于中国青海省循化县街子乡古吉来村，为第四批青海省文物保护单位，公布日期为1986年5月27日，类型为古墓葬。
棺材沟墓地的历史年代为卡约文化。